# Galinteo
Galinteo era um companheiro de Apolo em suas viagens, indo sempre a frente anunciando sua aproximação. Então foi transformado num galo por Zeus, eternizando-o por seus serviços de anunciar a chegada do deus da verdade.
Este mito influenciou nossas igrejas até pouco tempo, simbolizado pelo galo colocado em cima do telhado. Ao colocar o galo nos telhados das igrejas se desejava dizer: "aqui se anuncia a verdade".